# Seddon (Nowa Zelandia)
Seddon – miasto w Nowej Zelandii, w regionie Marlborough. Położone przy State Highway 1, 25 km na południe od Blenheim i 20 km na północ od Ward, w pobliżu ujścia Awatere River do Blind River, a także rejonu wydobycia soli w Lake Grassmere. Nazwa miejscowości pochodzi od wieloletniego premiera Nowej Zelandii Richarda Seddona. Według spisu ludności z 2006 miasto liczyło 510 mieszkańców, co stanowiło wzrost o 36 mieszkańców od 2001 roku.
Gospodarka regionu opiera się na produkcji soli i wapna. W dolinie rzeki Awatere rozwija się winiarstwo.
Najbardziej znaną strukturą miejscowości jest most drogowo-kolejowy na rzece Awatere, będący w użytku do października 2007; po wybudowaniu nowego mostu służy on wyłącznie pociągom.
Placówką edukacyjną jest ośmioklasowa Seddon School.